# Římskokatolická farnost Čakov
Římskokatolická farnost Čakov je zaniklé územní společenství římských katolíků v rámci vikariátu České Budějovice - venkov českobudějovické diecéze.

## O farnosti

### Historie
Plebánie v Čakově je doložena v roce 1384, po roce 1620 však zanikla a její území bylo přifařeno k farám v okolních obcích, (Dubné, Křemže, Lhenice), naposledy k Brlohu. V roce 1781 byla zde zřízena lokálie, která byla v roce 1794 znovu povýšena na faru.

### Současnost
Farnost byla administrována ex currendo z Dubného. K 1. lednu 2020 zanikla sloučením s farností v Dubném.
| Fotografie | Kostel                     | Místo      | Bohoslužba             | Bohoslužba             | Poznámka            |
| ---------- | -------------------------- | ---------- | ---------------------- | ---------------------- | ------------------- |
|            | Kostel sv. Linharta        | Čakov      | neděle                 | 11:00 hod.             | bývalý farní kostel |
|            | Kaple sv. Jana Nepomuckého | Holašovice | neslouží se pravidelně | neslouží se pravidelně | obecní kaple        |
|            | Kaple sv. Víta             | Jankov     | neslouží se pravidelně | neslouží se pravidelně | obecní kaple        |